# Tavon Austin
Tavon Wesley Austin (Baltimora, 15 marzo 1991) è un ex giocatore di football americano statunitense che ha militato nel ruolo di wide receiver per i St. Louis Rams, i Dallas Cowboys, i San Francisco 49ers, i Jacksonville Jaguars e i Buffalo Bills nella National Football League (NFL). Fu scelto nel corso del primo giro (10º assoluto) del Draft NFL 2013 dai St. Louis Rams. Al college giocò a football alla West Virginia University.

## Carriera

### St. Louis/Los Angeles Rams
Considerato uno dei migliori wide receiver selezionabili nel Draft NFL 2013 e una scelta della metà del primo giro, il 25 aprile Austin fu selezionato dai St. Louis Rams, che effettuarono uno scambio coi Buffalo Bills per salire alla ottava chiamata assoluta. Debuttò come professionista nella prima gara della stagione, vinta in rimonta contro gli Arizona Cardinals, ricevendo 6 passaggi per 41 yard. I primi due touchdown in carriera li ricevette nella settimana successiva contro gli Atlanta Falcons.
Dopo settimane di prestazioni mediocri, Austin tornò a mettersi in luce nella settimana 10 quando batté quasi da solo in trasferta i favoriti Indianapolis Colts ricevendo 2 passaggi per 138 yard con 2 touchdown su ricezione e un altro segnato su un ritorno di punt da 98 yard. Tavon divenne solamente il secondo giocatore della storia (assieme a Steve Smith) a guadagnare almeno 140 yard dalla linea di scrimmage e altre 140 su ritorni di punt nella stessa gara. Per questa prestazione venne premiato come miglior giocatore degli special team della NFC della settimana e come rookie della settimana. Due settimane dopo, in una netta vittoria contro i Chicago Bears, segnò uno spettacolare touchdown dopo una corsa da 65 yard. Tre giorni dopo fu premiato come miglior giocatore degli special team della NFC del mese di novembre. La stagione di Austin si concluse con 418 yard ricevute, 4 touchdown su ricezione e uno su corsa in 13 presenze, 3 delle quali come titolare.
Il primo touchdown del 2014, Austin lo segnò su corsa solamente nella settimana 12 contro i Chargers. Andò a segno anche nei due turni successivi, su corsa contro i Raiders e su un ritorno di punt da 78 yard contro i Redskins, gare entrambe vinte dai Rams. Per quest'ultima prestazione fu premiato come giocatore degli special team della settimanadifensore della NFC della settimana. A fine anno le sue yard ricevute furono 242, rispetto alle 418 dell'anno precedente. Continuò invece ad eccellere come titolare, venendo selezionato come riserva per il Pro Bowl dietro Devin Hester e Darren Sproles. Le sue 391 yard su ritorno di punt furono il terzo risultato migliore della lega nel 2014, dietro a De'Anthony Thomas dei Kansas City Chiefs e Sproles.
Nella prima gara del 2015, Austin fu premiato per la terza volta in carriera come giocatore degli special team della settimana grazie a un punt ritornato per 75 yard in touchdown nella vittoria ai supplementari sui Seahawks. Nella stessa gara segnò anche un secondo touchdown su una corsa da 16 yard. Tornò sul tabellino dei marcatori due settimane dopo quando segnò due volte su ricezione nella vittoria sui precedentemente imbattuti Cardinals. Nella gara del giovedì del quindicesimo turno, Austin segnò due volte, una su corsa e una su ricezione, nella seconda vittoria consecutiva dei Rams. La sua annata si chiuse al primo posto dei Rams in touchdown su ricezione (5), al secondo posto in touchdown totali (9) e yard corse (434) e yard dalla linea di scrimmage (907) e al terzo in yard ricevute (473).

### Dallas Cowboys
Il 26 aprile 2018 Austin fu scambiato con i Dallas Cowboys per una scelta del sesto giro del Draft NFL 2018.

### San Francisco 49ers
Il 15 agosto 2020 Austin firmò con i San Francisco 49ers.

### Jacksonville Jaguars
Il 6 agosto 2021 Austin firmò con i Jacksonville Jaguars.

## Palmarès
- PFWA All-Rookie Team - 2013
- Giocatore degli special team della NFC del mese: 1

novembre 2013
- Giocatore degli special team della NFC della settimana: 3

10ª del 2013, 14ª del 2014, 1ª del 2015
- Rookie della settimana: 1

10ª del 2013